# IAAF World Relays 2019
De IAAF World Relays 2019 was de vierde editie van dit atletiekevenement voor estafette-onderdelen dat door de wereld-atletiekbond IAAF (sinds 2020 bekend als World Athletics) op 11 en 12 mei 2019 werd georganiseerd in het Yokohama International Stadium in Yokohama, Japan. In deze vierde editie van het sportevenement werden twee nieuwe gemengde onderdelen toegevoegd: de 2 × 2 × 400m estafette en de horde-estafette. Het eerste onderdeel verving de 4 × 800m van de vorige edities van het sportevenement.

## Resultaten

### Mannen
| Onderdeel | Goud                                                                                | Goud    | Zilver                                                                                                   | Zilver     | Brons                                                                                         | Brons      |
| --------- | ----------------------------------------------------------------------------------- | ------- | --- | ---------- | --------------------------------------------------------------------------------------------- | ---------- |
| 4 × 100m  | Brazilië Rodrigo do Nascimento Jorge Vides Derick Silva Paulo André de Oliveira     | 38,05   | Verenigde Staten Mike Rodgers Justin Gatlin Isiah Young Noah Lyles Cameron Burrell                       | 38,07      | Verenigd Koninkrijk Chijindu Ujah Harry Aikines-Aryeetey Adam Gemili Nethaneel Mitchell-Blake | 38,15      |
| 4 × 200m  | Verenigde Staten Christopher Belcher Bryce Robinson Vernon Norwood Remontay McClain | 1.20,12 | Zuid-Afrika Simon Magakwe Chederick van Wyk Sinesipho Dambile Akani Simbine Jon Seeliger Anaso Jobodwana | 1.20,42 AR | Duitsland Maurice Huke Patrick Domogala Aleixo-Platini Menga Robin Erewa                      | 1.21,26 NR |
| 4 × 400m  | Trinidad en Tobago Deon Lendore Jereem Richards Asa Guevara Machel Cedenio          | 3.00,81 | Jamaica Demish Gaye Akeem Bloomfield Rusheen McDonald Nathon Allen Javon Francis                         | 3.01,57    | België Dylan Borlée Robin Vanderbemden Jonathan Borlée Jonathan Sacoor Julien Watrin          | 3.02,70    |

### Vrouwen
| Onderdeel | Goud                                                                                           | Goud       | Zilver | Zilver     | Brons | Brons   |
| --------- | ---------------------------------------------------------------------------------------------- | ---------- | --- | ---------- | --- | ------- |
| 4 × 100m  | Verenigde Staten Mikiah Brisco Ashley Henderson Dezerea Bryant Aleia Hobbs                     | 43,27      | Jamaica Gayon Evans Natasha Morrison Sashalee Forbes Jonielle Smith Sherone Simpson                       | 43,29      | Duitsland Lisa Marie Kwayie Alexandra Burghardt Gina Lückenkemper Rebekka Haase Lisa Mayer                           | 43,68   |
| 4 × 200m  | Frankrijk Carolle Zahi Estelle Raffai Cynthia Leduc Maroussia Paré                             | 1.32,16 NR | China Liang Xiaojing Wei Yongli Kong Lingwei Ge Manqi                                                     | 1.32,76 AR | Jamaica Elaine Thompson Stephenie Ann McPherson Shelly-Ann Fraser-Pryce Shericka Jackson                             | 1.33,21 |
| 4 × 400m  | Polen Małgorzata Hołub-Kowalik Patrycja Wyciszkiewicz Anna Kiełbasińska Justyna Święty-Ersetic | 3.27,49    | Verenigde Staten Jaide Stepter Shakima Wimbley Jessica Beard Courtney Okolo Jordan Lavender Joanna Atkins | 3.27,65    | Italië Maria Benedicta Chigbolu Ayomide Folorunso Giancarla Trevisan Raphaela Lukudo Elisabetta Vandi Chiara Bazzoni | 3.27,74 |

### Gemengd
| Onderdeel        | Goud | Goud    | Zilver                                                                  | Zilver  | Brons                                                        | Brons   |
| ---------------- | --- | ------- | ----------------------------------------------------------------------- | ------- | ------------------------------------------------------------ | ------- |
| 4 × 400m         | Verenigde Staten My'Lik Kerley Joanna Atkins Jasmine Blocker Dontavius Wright Brionna Thomas Olivia Baker     | 3.16,43 | Canada Austin Cole Aiyanna Stiverne Zoe Sherar Philip Osei Alicia Brown | 3.18,15 | Kenia Jared Momanyi Maureen Thomas Hellen Syombua Aron Koech | 3.19,43 |
| 2 × 2 × 400m     | Verenigde Staten Ce'Aira Brown Donavan Brazier                                                                | 3.36,92 | Australië Catriona Bisset Josh Ralph                                    | 3.37,61 | Japan Ayano Shiomi Allon Tatsunami Clay                      | 3.38,36 |
| Horden-estafette | Verenigde Staten Christina Clemons Freddie Crittenden Sharika Nelvis Devon Allen Queen Harrison Ryan Fontenot | 54,96   | Japan Ayako Kimura Shunya Takayama Masumi Aoki Taio Kanai               | 55,59   | Slechts twee teams gefinisht                                 |         |

## Medaillespiegel
| Plaats | Land                | Goud | Zilver | Brons | Totaal |
| 1      | Verenigde Staten    | 5    | 2      | 0     | 7      |
| 2      | Brazilië            | 1    | 0      | 0     | 1      |
| 2      | Frankrijk           | 1    | 0      | 0     | 1      |
| 2      | Polen               | 1    | 0      | 0     | 1      |
| 2      | Trinidad en Tobago  | 1    | 0      | 0     | 1      |
| 6      | Jamaica             | 0    | 2      | 1     | 3      |
| 7      | Japan               | 0    | 1      | 1     | 2      |
| 8      | Australië           | 0    | 1      | 0     | 1      |
| 8      | Canada              | 0    | 1      | 0     | 1      |
| 8      | China               | 0    | 1      | 0     | 1      |
| 8      | Zuid-Afrika         | 0    | 1      | 0     | 1      |
| 12     | Duitsland           | 0    | 0      | 2     | 2      |
| 13     | België              | 0    | 0      | 1     | 1      |
| 13     | Verenigd Koninkrijk | 0    | 1      | 1     | 1      |
| 13     | Italië              | 0    | 0      | 1     | 1      |
| 13     | Kenia               | 0    | 0      | 1     | 1      |
| Totaal | Totaal              | 9    | 9      | 9     | 26     |

## Deelnemende landen
Aan deze vierde editie van het atletiekevenement namen 43 landen deel.
Nassau 2014 · Nassau 2015 · Nassau 2017 · Yokohama 2019 · Chorzów 2021 · Nassau 2024